# Emmanuel Vauchez

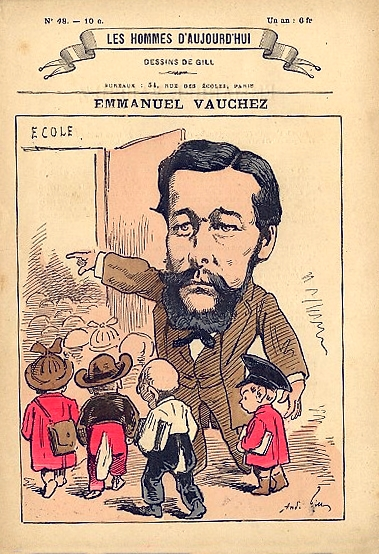
Caricature d'Emmanuel Vauchez par André Gill (1879), Les Hommes d'aujourd'hui, no 48.

Emmanuel Vauchez (né Emmanuel Séraphin Désiré Vauchez le 19 mai 1836 à Courlans dans le Jura et mort en 1926) est un pédagogue français, secrétaire général en 1867 de la Ligue de l'enseignement créée par Jean Macé en 1866.

## Biographie
Emmanuel Vauchez, un employé de commerce, est l'un des premiers adhérents du mouvement créé par Jean Macé en Alsace, il s'y consacre entièrement et en devient le secrétaire général.
En tant que secrétaire de la Ligue de l'enseignement, jusque-là non officiellement reconnue comme une association, il sollicite une reconnaissance légale auprès du ministre Victor Duruy en octobre 1867. Mais après enquête, celle-ci est refusée car trop de membres de la Ligue sont reconnus comme spirites dont Vauchez lui-même, après négociations, la Ligue est agréée en 1869. Il est fait chevalier de la Légion d'Honneur le 30 décembre 1882.

## Quelques publications
- Enquête sur l'obligation, la gratuité et la laïcité de l'enseignement primaire, Paris, éditions A. Chaix et Cie, 1880 (lire en ligne sur Gallica).
- La Terre : évolution de la vie à sa surface, son passé, son présent, son avenir, Paris, C. Reinwald & Cie libraires-éditeurs, 1893 (tome I sur Gallica, tome II sur Gallica).